# Homokemberke

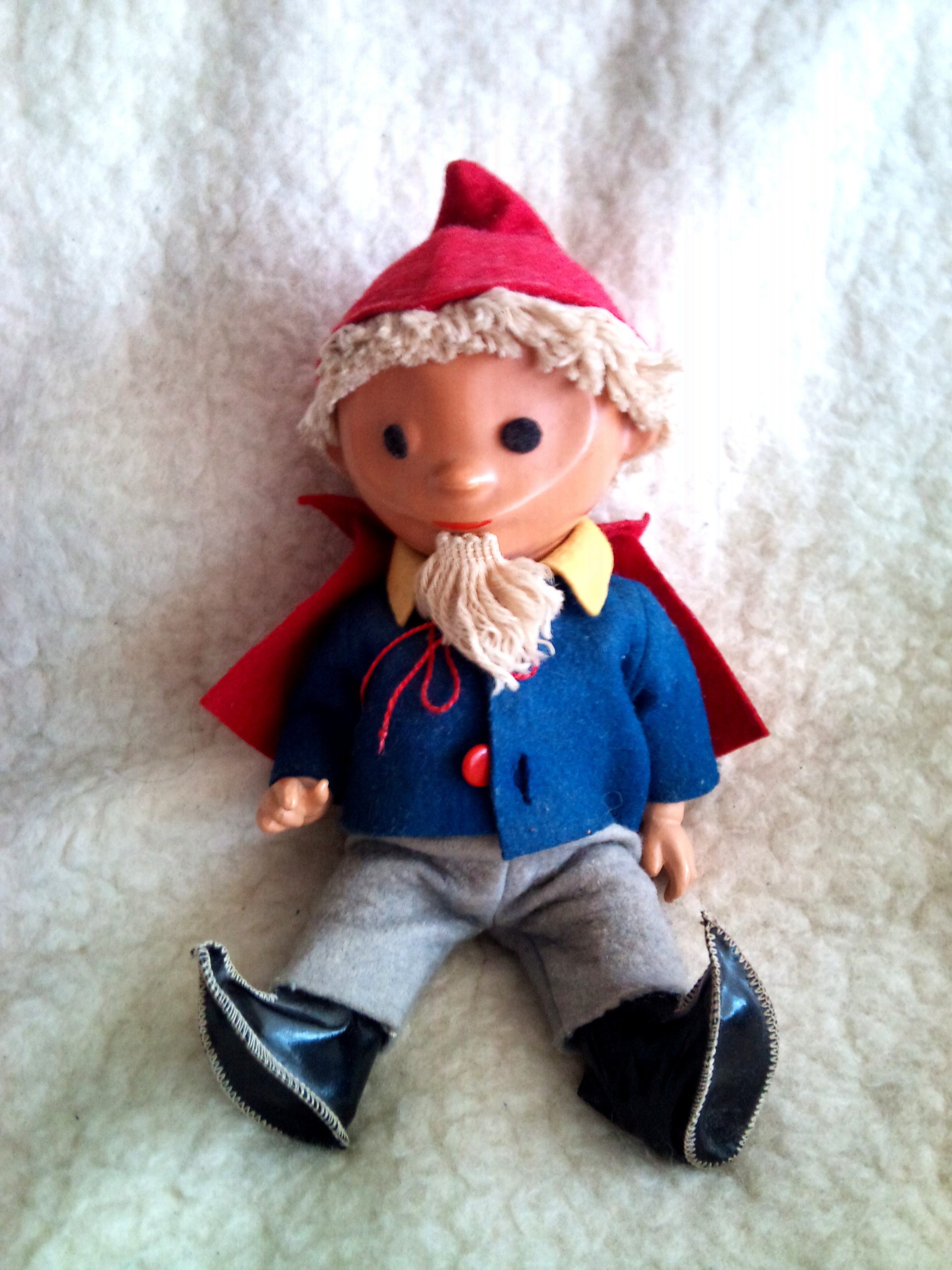
A Homokemberke

A Homokemberke (németül: der Sandmann ill. das Sandmännchen) a német televízió esti mesefigurája, mely az újraegyesítést is túlélte. 1959-ben a nyugat-berlini SFB (Szabad Berlin Adó) televízió találta ki, hogy az esti meséhez létrehoznak egy kerettörténetet, melynek főszereplője minden nap kedvesen ágyba küldi a gyerekeket, az álom finom homokját hintve szemükbe. A keletnémet televízióban rögtön nekiláttak a konkurencia megalkotásának, mely riválisát is túlélte. 2009-ben, az ötvenéves jubileumon még az MDR, RBB és KI.KA televízió műsorán látható.